# Bengt Hegethorn
Bengt Allan Hegethorn, född 18 december 1925 i Endre församling, Gotlands län, död 18 oktober 1999 i Hägerstens församling i Stockholm, var en svensk målare.
Bengt Hegethorn studerade måleri vid Otte Skölds målarskola och Konstakademien i Stockholm. Han var lärare på Pernbys målarskola.
Han debuterade i en utställning tillsammans med Thage Nordholm och Per  Wåhlström på Lilla Paviljongen i Stockholm 1956. Tillsammans med Willem De Geer och Karl Erik Häggblad startade han gruppen Sensualisterna. Han målade landskap, stilleben, nakenstudier samt porträtt av bland andra Hasse Ekman och Resochefen Ivan Ohlsson. Ett antal tavlor användes även i Hasse Ekmans film Sommarnöje sökes från 1957 som målade av ena huvudrollen konstnären Arne Forsman.
Hegethorn var från 1961 till sin bortgång gift med Britta Hegethorn (1932–2005).